# Antonio Orozco
Pour les articles homonymes, voir Orozco.
Antonio Orozco (Nom complet Antonio José Orozco Ferrón) né à Barcelone le 23 novembre 1972 est un chanteur espagnol.

## Biographie
Il est le fils d’une famille ouvrière de Séville, et il passe son enfance à Hospitalet de Llobregat. Il achète sa première guitare à 15 ans, et commence à écrire des chansons. Il reçoit divers prix comme le Premio Onda et vend de nombreux albums (son premier album a été vendu à plus de 100 000 exemplaires). Il est connu aussi par ses duettos au côté de Lucie Silvas (What You're Made Of) et Malú (Devuélveme la vida).
Il triomphe en Espagne avec son disque Renovatio, sorti dans les bacs en septembre 2009. Sa tournée rencontre un vif succès outre-Pyrénées, et Antonio va même faire la promotion de ce disque aux USA, avec un premier concert à Miami le 22 novembre. La tournée s'achève en apothéose le 28 décembre à Madrid.
Il est également l'un des artisans du projet "Vocesx1fin" qui consiste à réunir des fonds lors de concerts caritatifs pour construire des écoles au Mali.
Antonio et son équipe organisent régulièrement des concours sur leur site web www.antonioorozco.com pour récompenser les fans de son fan club de leur fidélité.
Il est peu connu en France.

## Discographie
- Un reloj y una vela, 2000
- Semilla del silencio, 2001
- Principio del comienzo, 2004
- Edicion Tour, 2005
- Cadizfornia, 2007
- Renovatio, 2009
- Diez, 2011